# Minanga oryx
Minanga oryx är en stekelart som beskrevs av De Saeger 1948. Minanga oryx ingår i släktet Minanga och familjen bracksteklar. Inga underarter finns listade i Catalogue of Life.